# Racing club de Narbonne Méditerranée
El Racing club de Narbonne Méditerranée (RC Narbonne) és un club de rugbi a 15 de la ciutat occitana de Narbona. Doble campió de França, el1936 i el 1979), actualment participa en el Pro D2.
Aquest club mític del rugbi francès, fundat el 1907, ha passat 100 anys a la Primera Divisió abans de baixar de categoria el 2007. Gran club formador de rugbistes, ha fornit un nombre impressionant de jugadors a l'equip de França i posseeix un palmarès eloqüent amb dos títols de Campió de França i el rècord de nou títols del Challenge Yves du Manoir.

## Història
El RC Narbonne és el resultat de la fusió de dos grups rugbistes narbonesos: l'Sporting i el format pels militars del 80è regiment d'infanteria francès. El 26 de setembre de 1907 el Racing club narbonnais naixia adoptant els colors grana i negre per al seu uniforme; Aquests colors seran substituïts el 1912 pels actuals taronja i negre. El primer president va ser Burgalat, un negociant de vins.
Després d'uns anys en què el club de Narbona guanyarà els seus primers títols (el Challenge Génie el 1908 i el Campionat del Llenguadoc el 1912), viurà una etapa terrible amb la pèrdua de 22 dels seus membres durant la Primera guerra mundial. El Racing trigarà anys a cicatritzar aquesta ferida.
Després que el president Arnaud rellancés el RCN dins del campionat de França l'octubre de 1919, va succeir-lo Alphonse Labau. En aquest període l'estadi va ser dotat de tribunes fetes de ciment i es va fitxar el 2a línia internacional Aimé Cassayet. Amb Cassayet liderant l'equip, el Narbona va arribar a la seva primera semifinal del campionat de França el 1925.
Malauradament, la mort sobtada de Cassayet per una malaltia l'any 1927, va estroncar novament la carrera ascendent del club narbonès.
L'any 1932, amb Joseph Choy com a capità, el Racing va arribar a la seva primera final del campionat e França, partit que va perdre a Bordeus contra el LOU per 9-3. Encara el Narbona jugarà una altra final el 1933 abans de guanyar el seu primer títol de campió de França l'any 1936, guanyat davant del Montferrand per 6-3. Narbona va reservar una rebuda triomfal per als seus "herois".
Tanmateix el RC Narbonne entrarà novament en una etapa de regressió durant més de vint anys on la sequera de títols i de resultats serà la tònica principal.
No serà, doncs, fins a les dues semifinals jugades el 1964 i 1968 del Campionat de França i el seu primer títol del Challenge Ives du Manoir, també el 1968, que el club no tornà a ser un referent dins del rugbi francès. Guanyarà un total de 9 títols de l'Yves du Manoir entre 1968 i 1991 i esdevindrà altre cop campió de França el 1979.
L'any 2001 el RC Narbonne encara jugarà la final del Campionat europeu que perdrà davant del NEC Harlequins anglès per 42-33. Però una crisi de joc i de resultats van condemnar aquest històric del rugbi francès al descens de categoria l'any 2007, després de 100 anys jugant a la màxima categoria.

## Palmarès

### Grans títols
- European Challenge Cup:
  - Finalista: 2001
- Campionat de França:
  - Campió: 1936 i 1979
  - Finalista: 1932, 1933 i 1974 (i un total de 15 cops semifinalista)
- Challenge Yves du Manoir:
  - Campió: 1968, 1973, 1974, 1978, 1979, 1984, 1989, 1990, i 1991 (és el club que més títols té, 9)
  - Finalista: 1967, 1982 i 1992 (i un total de 20 cops semifinalista)
- Copa de França:
  - Campió: 1985

### Proves menors
- Challenge Antoine Béguère: 
  - Campió: 1966, 1979 i 1980
- Bouclier d'automne:
  - Campió: 1978 i 1984
  - Finalista: 1971 i 1974
- Challenge Jean Bouin: 
  - Campió: 1988
  - Finalista: 1989
- Lion d'Ovalie: 
  - Campió: 1977
- Challenge Jules Cadenat:
  - Finalista: 1968 i 1977

### Les finals del RC Narbonne

#### Campionat de França
| Data de la final   | Vencedor    | Finalista       | Resultat | Lloc de la final                | Espectadors |
| 5 de maig de 1932  | Lyon OU     | RC Narbonne     | 9-3      | Parc Lescure, Bordeus           | 13.000      |
| 7 de maig de 1933  | Lyon OU     | RC Narbonne     | 10-3     | Parc Lescure, Bordeus           | 15.000      |
| 10 de maig de 1936 | RC Narbonne | AS Montferrand  | 6-3      | Stade des Ponts Jumeaux, Tolosa | 25.000      |
| 12 de maig de 1974 | AS Béziers  | RC Narbonne     | 16-14    | Parc des Princes, París         | 40.609      |
| 27 de maig de 1979 | RC Narbonne | Stade bagnérais | 10-0     | Parc des Princes, París         | 41.981      |

#### European Challenge Cup
| Data de la final   | Vencedor              | Finalista   | Resultat | Lloc de la final           | Espectadors |
| 27 de maig de 2001 | Harlequins Anglaterra | RC Narbonne | 42-33    | Madejski Stadium a Reading | 11.211      |

## Jugadors emblemàtics
| - Jean-Michel Benacloï - René Bénésis - Éric Blanc - Gilles Bourguignon - Aimé Cassayet - Joseph Choy - Guy Colomine - Patrick Estève - Henri Ferrero - Jacques Lepatey - François Lombard - Lucien Mias | - Lucien Pariès - Jean-Claude Pinéda - Patrick Salas - François Sangalli - Didier Codorniou - Henri Sanz - Yves Malquier - Jo Maso - Jean-Marie Spanghero - Claude Spanghero - Walter Spanghero | - Gérard Sutra - Gérard Viard - Francis Dejean - Franck Tournaire - Gonzalo Quesada - Alessandro Stoica - Olivier Merle - Laurent Benezech - Christian Labit - Arnaud Martinez - Jean-Marie Bisaro - Daniel Bastide |